# Calea ferată a trenulețului Bad Muskau

Calea ferată Bad Muskau

Calea ferată a trenulețului Bad Muskau (germană Waldeisenbahn Muskau (WEM), tradus literal Calea ferată forestieră Muskau) este o cale ferată îngustă (600 mm), pe care în trecut circula un trenuleț forestier ce transporta bușteni din pădure la fabricile de hârtie din orașul Bad Muskau, landul Saxonia, Germania. Mai circulă și azi - în scopuri turistice.

## Istoric

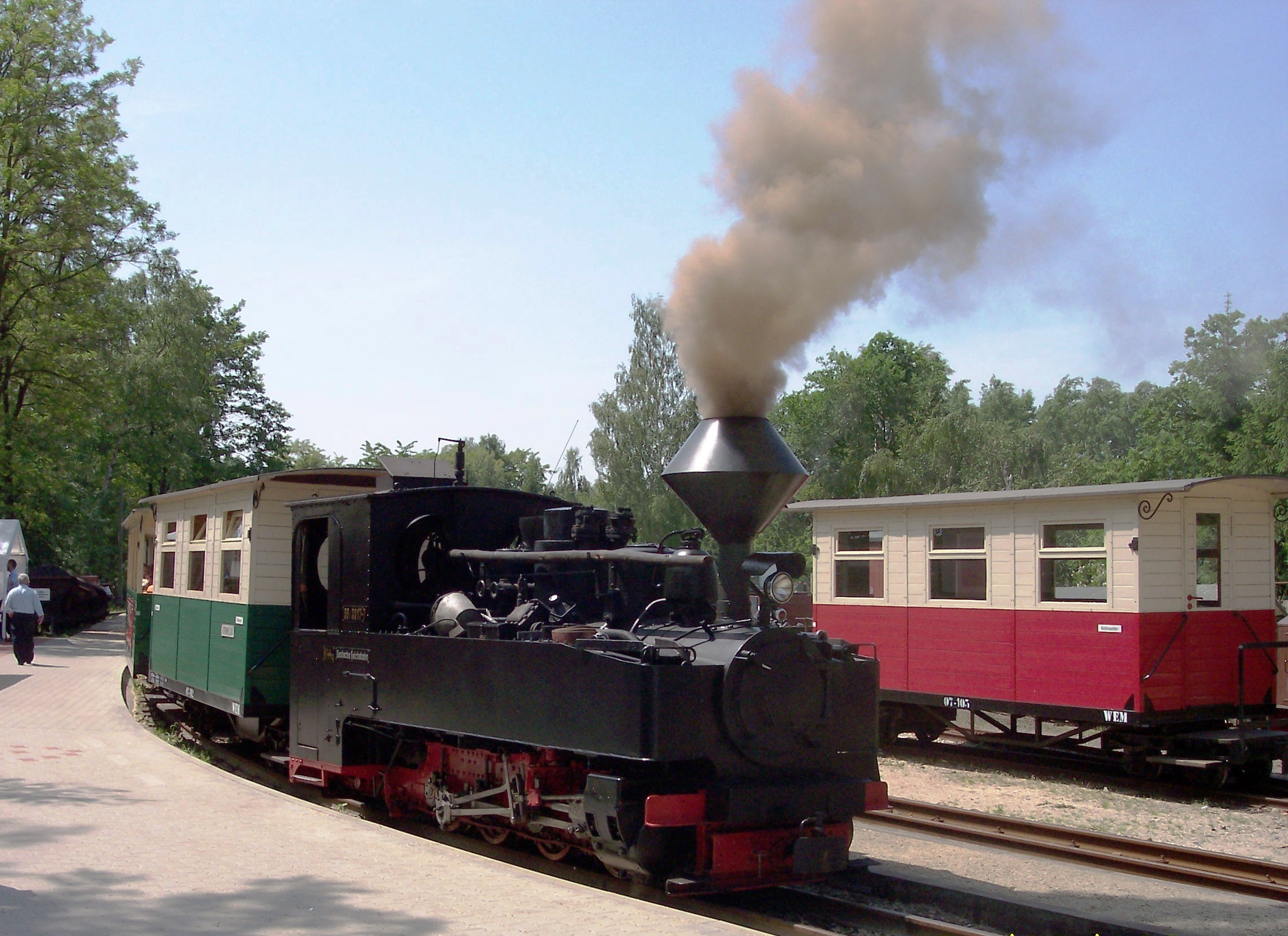
Locomotiva 99 3317

Graf (Contele) Hermann von Arnim a aprobat în anul 1895 construirea unei căi ferate cu ecartament îngust (600 mm) pe care circulau vagoane trase de cai. Calea ferată a fost construită pentru a ușura transportul materiei prime (lemn, cărbuni și cărămizi din regiunile Bad Muskau și Weißwasser) la fabricile de hârtie și sticlă. În același an au fost aduse două locomotive cu abur, iar până la sfârșitul secolului calea ferată a atins o lungime de cca 50 de km. După Primul Război Mondial linia feroviară s-a extins și au fost aduse locomotive și vagoane noi, care astăzi fac parte din muzeul de cale ferată. În timpul celui de-al Doilea Război Mondial calea ferată a fost în mare parte distrusă. Prin anii 1970 s-a pus problema refacerii sale, iar în cele din urmă  o parte a acesteia s-a repus în folosință, pentru transportul de cărămizi. Din anul 1984 s-a format o asociație pentru păstrarea obiectelor istorice, cu membri în cea mai mare parte voluntari, care și în prezent execută lucrări de restaurare sau renovare a căii ferate istorice. Din anul 1992 această cale ferată este  din nou în funcțiune, fiind pusă la dispoziția turiștilor. Actualmente calea ferată constituie în același timp și un muzeu, cel mai lung muzeu de cale ferată îngustă din Germania.